# Nashwauk, Minnesota
Nashwauk, Minnesota (енгл. Nashwauk) град је у америчкој савезној држави Минесота.

## Демографија
По попису из 2010. године број становника је 983, што је 48 (5,1%) становника више него 2000. године.
| Група             | 2000.       | 2010.       |
| Белци             | 923 (98,7%) | 946 (96,2%) |
| Афроамериканци    | 0 (0,0%)    | 0 (0,0%)    |
| Азијати           | 1 (0,1%)    | 1 (0,1%)    |
| Хиспаноамериканци | 2 (0,2%)    | 8 (0,8%)    |
| Укупно            | 935         | 983         |